# Aldo Calò
Osvaldo Calò, detto Aldo (San Cesario di Lecce, 24 giugno 1910 – Roma, 15 gennaio 1983), è stato uno scultore italiano.

## Biografia
Dopo il diploma all'Istituto d'arte di Lecce si perfezionò a Lucca e a Firenze e nel 1945 incominciò a esporre le sue opere realizzando una personale a Lecce. Da questo momento incominciò ad allargare il suo orizzonte in un primo tempo a livello nazionale partecipando alla XXXI Biennale di Venezia  (1962) e alla Quadriennale di Roma. Viaggiò a lungo in Francia e soprattutto nel Regno Unito, dove scoprì Henry Moore. Le sue sculture, realizzate utilizzando metallo e legno, ricordano da vicino le caratteristiche dell'arte informale.
Il comune di Roma gli dedica una mostra personale allestita a piazza Margana nel 1975.

## Opere

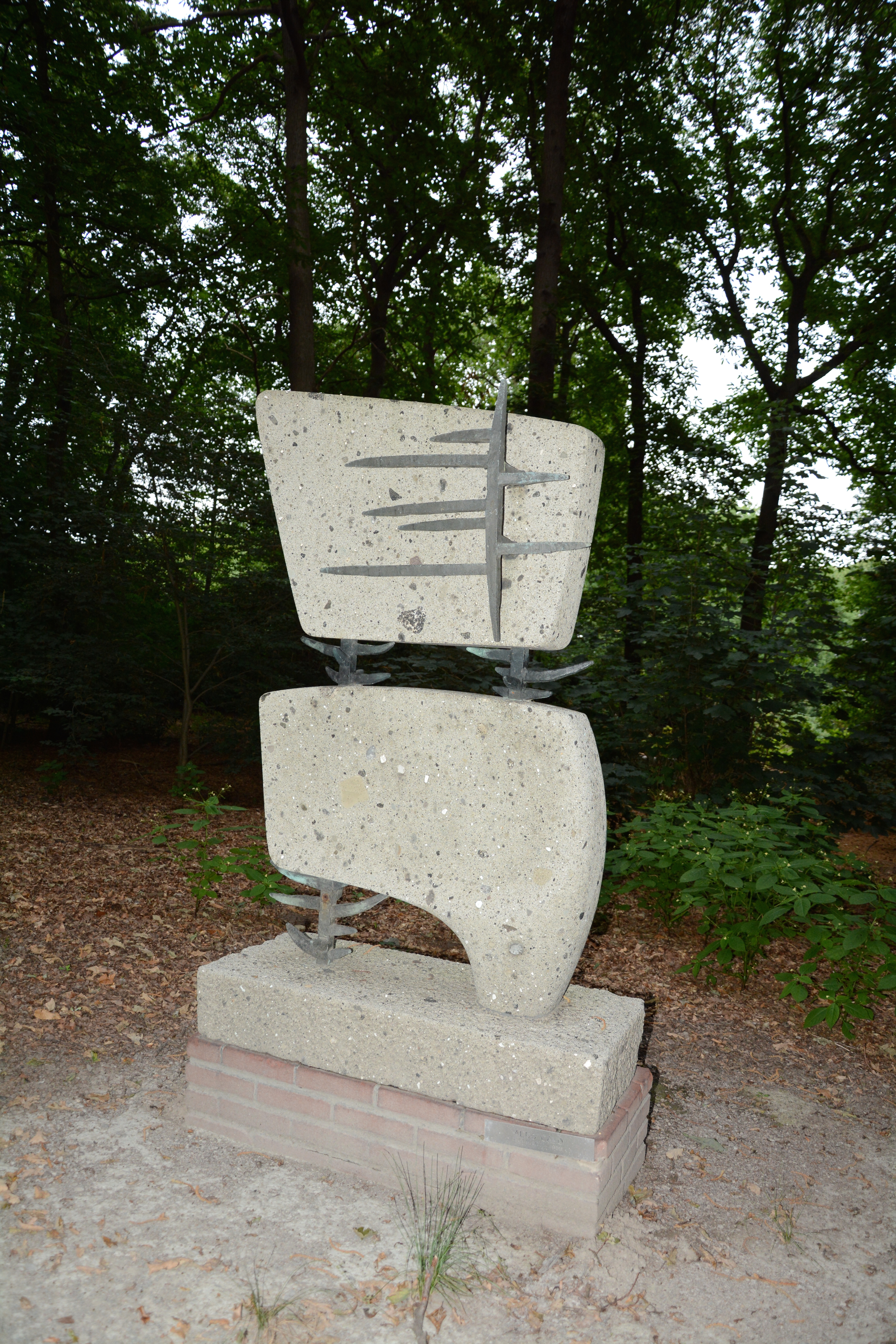
Biforma, 1959

- Orizzontale, 1964, Lynden-Bradley Sculpture Park, Milwaukee, Wisconsin[4]
- Tensione, 1962, Lynden-Bradley Sculpture Park, Milwaukee, Wisconsin[5]
- Tondo, bronzo diametro 24 cm, 1976[6]
- Biforma, 1959, Middelheim Museum, Anversa[7]
- Itinerario pittorico, 1981, MAGI '900 di Pieve di Cento (BO)

## Aldo Calò nei musei

### Italia
- Galleria d’arte moderna, Roma
- Fondazione Biscozzi Rimbaud, Lecce
- Museo Castromediano, Lecce
- Museo civico di San Cesario di Lecce, Lecce
- Museo della scultura contemporanea - (MUSMA), Matera
- Musei Vaticani, Roma

### Estero
- Musée de Sculpture en Plein Air - Middelheim Open Air Sculpture Museum, Anversa
- Museum of Modern Art, New York
- Musée national d'Art Moderne Centre Georges Pompidou, Parigi
- Museo civico di Zurigo, Zurigo